# 雪ヶ谷
雪ヶ谷（ゆきがや）、雪谷（ゆきや）は、東京都大田区北部の地名。おおむね旧荏原郡池上町大字雪ヶ谷の区域を指し、現在の大田区南雪谷・東雪谷とを併せた地域を指すと考えてよい。ただし、この2つの「定義」にはその版図の間に若干の差がある。また、「雪谷大塚町」は旧「鵜の木村」の飛び地である字大塚に起源をもち、「調布大塚町」を経て現町名になったので、ここで言う「雪ヶ谷」の外としておく。
なお、ここではもっぱら雪ヶ谷の歴史を扱うので、現状に関しては南雪谷、東雪谷を参照のこと。

## 漢字表記
「ゆきがや」の漢字表記は昔から「雪ヶ谷」であった。1960年の住居表示実施の際に雪ヶ谷地域が「南雪谷」と「東雪谷」の2つの町に分けられ、それ以来「雪谷」という表記が広まった。しかし、今でも「三井住友銀行雪ヶ谷支店」などが健在であり、さらには池上線の駅には「雪が谷大塚駅」という名称が使われている。このページで主に扱う歴史的事実はすべて「雪ヶ谷」と表記されているので、ここでは原則として「雪ヶ谷」と書く。

## 歴史

### 行政組織の変遷
- 「雪ヶ谷」は明治初年には東京府荏原郡雪ヶ谷村であった。しかし、この頃の村はいかにも規模が小さく、行政単位として不十分だったので、明治18年には、道々橋村、雪ヶ谷村、池上村の3村が戸長役場組合を作って協同する動きがあった。
- 1888年（明治21年）に新しい市町村制が公布、実施された。そこで翌1889年（明治22年）に10ヶ村が合併し、新池上村が誕生した。　その時の合併に参加したのは何れも荏原郡の、下池上村、桐ヶ谷村、久ヶ原村、徳持村、堤方村、市野原村、池上村、雪ヶ谷村、石川村、道々橋村の10ヶ村である。 合併後も構成各村は大字としてその名を残し、雪ヶ谷村は荏原郡池上村大字雪ヶ谷となった。
- 1926年（大正15年）に池上村は町制を施行して池上町になった。その結果、雪ヶ谷は荏原郡池上町大字雪ヶ谷となった。
- 1932年（昭和7年）に荏原郡は東京市に編入され、池上町は馬込町、東調布町、入新井町、大森町と一緒になって大森区を形成した。そして雪ヶ谷は東京市大森区雪ヶ谷町になった。
- 1943年（昭和18年）に東京市は東京府と合体して東京都になった。
- 1947年（昭和22年）に大森区は蒲田区と合併して大田区を作った。そこで雪ヶ谷は東京都大田区雪ヶ谷町となった。
- 1960年（昭和35年）に住居表示が実施され、その際に次のように町の境界整理と分割とがなされて、現在に至っている。
  - 北は中原街道が境界となり、西部では調布大塚町の街道以南が雪ヶ谷町に取り込まれ、東部では雪ヶ谷町の街道以北が石川町に編入された。
  - 南は東海道新幹線・横須賀線が境界となり、道々橋近辺で町域の出入りがあった。
  - 東は洗足池駅の近傍で雪ヶ谷側へ湾入していた境界を洗足池から流れ出る水路に沿うように改めた。その結果、北池上町地内だった洗足池駅と東電洗足変電所が雪ヶ谷町地内に入った。
  - その上で雪ヶ谷町は呑川を境に2分され、南雪谷一丁目 - 五丁目と東雪谷一丁目 - 五丁目とになった。

### その他の主な事象
池雪小学校の創設、移転
1878年（明治11年）10月、東京府荏原郡の池上村、雪ヶ谷村、道々橋村、石川村の4ヶ村が合同で、道々橋村内に池雪小学校を設立した。池雪小学校は同じ年の6月に開校した池上小学校とともにこの地方でもっとも歴史のある小学校である。そして後の1905年（明治37年）に大字雪ヶ谷地内の現在地に移転した。
池上線の開通
1923年（大正12年）、雪ヶ谷の北部に池上線が開通し、雪ヶ谷駅（のちの雪が谷大塚駅）、石川駅（翌年に石川台駅と改称）と洗足池駅とが出来た。このうち、洗足池駅は開通当時は雪ヶ谷の域外であったが、のちの町の境界の変更によって現在は域内となっている。
品鶴線（貨物専用線）の開通
1929年（昭和4年）、雪ヶ谷南部を貫いて貨物専用線の品鶴線が開通した。この線は1980年（昭和55年）に旅客線化されて横須賀線電車が走るようになり、さらに後に東海道新幹線がその用地を用いて建設されたが、この地内に旅客駅が設置されることはなかった。
工場火災
1958年（昭和33年）7月15日、進化製薬工場で爆発する事故が発生。工場3棟、敷地内にあった社長宅が炎上して従業員13人が死亡、重軽傷者24人。

## 雪ヶ谷八幡神社

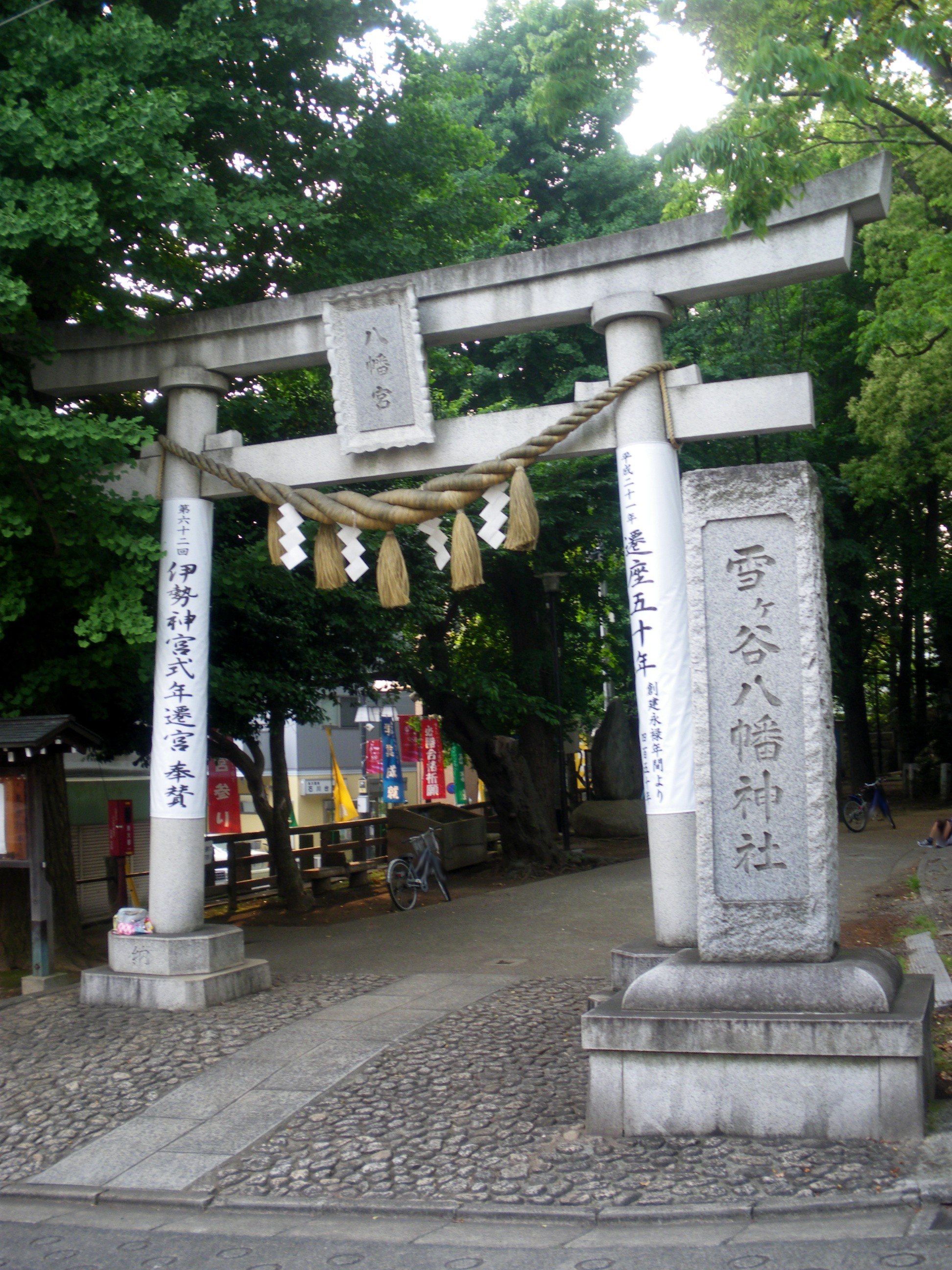
雪ヶ谷八幡神社

大田区東雪谷2丁目にある神社で、位置は東急池上線石川台駅に近い。祭神は誉田別命（応神天皇）。由緒としては永禄年間（1558～69)、北条氏康の臣 太田新六郎により創建されたとの伝承がある。旧雪ヶ谷村の鎮守の神様で、旧社格は村社。神社の敷地は1020坪で、社殿は銅葺き権現造。例祭は9月15日で、雪ヶ谷一帯でお祭り行事がある。　

## 周辺で「雪ヶ谷」の名称を冠した施設
雪ヶ谷の外ではあるがその周辺にある施設で「雪ヶ谷」、「雪が谷」あるいは「雪谷」の名称を冠したものも少なくない。
- 雪谷税務署（雪谷大塚町）
- 三井住友銀行雪ヶ谷支店（雪谷大塚町）
- 城南信用金庫雪ヶ谷支店（雪谷大塚町）
- 芝信用金庫雪が谷支店（雪谷大塚町）
- 東京都立雪谷高等学校（久が原1丁目）
- NTT東日本雪ヶ谷ビル（石川町2丁目）
- 東急ストア雪が谷店（雪谷大塚町）